# Araneus apricus
Araneus apricus är en spindelart som först beskrevs av Karsch 1884.  Araneus apricus ingår i släktet Araneus och familjen hjulspindlar. Inga underarter finns listade i Catalogue of Life.